# Linum alatum
Linum alatum är en linväxtart som först beskrevs av John Kunkel Small, och fick sitt nu gällande namn av Hubert J.P. Winkler. Linum alatum ingår i släktet linsläktet, och familjen linväxter. Inga underarter finns listade i Catalogue of Life.